# Rejon puszkinogorski
Rejon puszkinogorski (ros. Пушкиногорский район) – jednostka administracyjna wchodząca w skład obwodu pskowskiego w Rosji.
Centrum administracyjnym rejonu jest osiedle typu miejskiego Puszkinskije Gory, a główne rzeki to Wielikaja i jej dopływy: Soroć, Issa, Szesć, Kudka. W granicach rejonu usytuowane jest centrum administracyjne wiejskiego osiedla: Wielje.